# Dealurile Podoleni
Dealurile Podoleni este o arie protejată (sit de importanță comunitară — SCI) din România, desemnată în scopul protejării biodiversității și menținerii într-o stare de conservare favorabilă a florei spontane și faunei sălbatice, precum și a habitatelor naturale de interes comunitar aflate în arealul zonei de protecție. Aceasta este întinsă pe o suprafață de 466,1 ha, integral pe uscat.

## Localizare
Centrul sitului Dealurile Podoleni este situat la coordonatele 46°48′42″N 26°39′01″E / 46.811628°N 26.650175°E. Situl se întinde pe teritoriul administrativ al comunei Podoleni din județul Neamț.

## Înființare
Situl Dealurile Podoleni a fost declarat sit de importanță comunitară (ROSCI0397) în septembrie 2011 în ianuarie 2016 pentru a proteja 2 specii de animale.

## Biodiversitate
Situată în ecoregiunea continentală, aria protejată conține 2 habitate naturale: Păduri de stejar și carpen Galio-Carpinetum, Păduri de stejar și de carpen dacice.
La baza desemnării sitului se află două specii protejate de  mamifere (2): vidra de râu (Lutra lutra) și popândăul european (Spermophilus citellus).